# 阿姆羅·雷
阿姆羅·雷（アムロ・レイ，Amuro Ray）是GUNDAM系列作品當中由初代GUNDAM開始登場的人物，同時也是《機動戰士GUNDAM》的主角。他也作為《機動戰士GUNDAM 逆襲的夏亞》的主角之一出現，此外，他也有在《機動戰士Z GUNDAM》中以配角的方式登場，是GUNDAM系列宇宙世紀中最重要的角色之一。
在絕大多數GUNDAM系列動畫中，阿姆羅的主要聲優是古谷徹。在搞笑動畫《機動戰士GUNDAM桑》動畫中，聲優變更為代永翼。
阿姆羅·雷在第2次新吉翁战争后下落不明（MIA），联邦军在搜索3个月后宣布放弃搜索，并判定其为陣亡（KIA）。之后因其在第2次新吉翁战争的重要贡献而被特别晋升三级为上校。

## 人物介紹

### 從出生到一年戰爭前期
U.C.0063年11月4日出生，父親為提姆·雷，母親為卡瑪莉亞·雷。阿姆羅為兩人的獨子，出生地點和小時候生長的地方有很多種說法，電視版的故鄉是日本的山陰地方某座城市，電影版的故鄉是北美洲太平洋的沿海城市魯珀特王子港。
小時候與母親離別，跟著父親移民到宇宙。此時的居所也有很多說法，由於Side7的移民時間開始是0078年5月，所以在這之前應該是住在別的太空殖民地。
由於父親忙於工作時常獨自一人在家。因而養成了喜歡操作電腦與機械的內向性格。移民到Side7之後與經常受到鄰家的少女芙劳·波家族的照顧，此外他憑著自己在機械方面的獨特天賦獨自設計並組裝了高智能寵物機器人Haro（在《The Origins》改成Haro是父親買給阿寶的高智能玩具）。
由於Side7沒有比較明確的產業，大部分的移民住戶是靠生活保證金在生活著。因為父親在軍方的工作所得比較高所以阿姆羅是過著比較富裕的生活，因此阿姆羅在國小畢業之後就沒有再繼續升學或找工作。
一年戰爭結束時的最後階級有兩種設定，電視版為上士，電影版為少尉，目前以電影版為官設，電視版則當成同人或異說。

## 經歷以及在劇中的活躍

### 一年戰爭後期（初代GUNDAM）
與GUNDAM的相遇
U.C.0079年9月18日，為了追擊地球聯邦軍新造戰艦白色基地，吉翁軍姆塞級宇宙巡洋艦法爾梅爾號侵入Side7附近空域並且派遣三台薩克II進入殖民地內進行偵察。當時15歲的阿姆羅在避難當中偶然間拿到了聯邦「V作戰」的機密資料（RX-78-2 GUNDAM的操作說明書）並且啟動正待命中的GUNDAM。啟動之後，使用火神炮和光束軍刀以壓倒性的機體性能在瞬間擊毀兩架薩克II，因其中一台薩克II的爆炸，使殖民地有一個破洞而被外太空吸出去。
此後以民間人身份成為聯邦駕駛員，並且被視為聯邦軍正規駕駛。當初因為找不到戰鬥的意義所在，與白色基地艦長布萊特·諾亞發生過多次衝突，但在與吉翁軍人兰巴·拉尔遭遇之後，在精神上漸漸從少年成長為青年。
另外，與宿敵夏亞·阿茲納布爾為首的諸多吉翁官兵的戰鬥當中，被發現是新人類。參加敖德薩作戰與所羅門攻略戰等大型戰役獲得了非常大的戰果。而被吉翁士兵稱之為「聯邦的白色惡魔」。雖然GUNDAM在最終決戰（阿·巴瓦·空攻略作戰）當中擊毀了夏亞的乘機MSN-02吉翁號，聯邦最終紀錄的擊墜數為142台ms，9艘戰艦，排名第2，僅次於容格的149台。（有一說是200台）。此外阿姆羅還有一年戰爭唯一一個MA的擊墜紀錄。
在阿姆羅的成長過程當中，雪拉·瑪斯等白色基地乘組員，還有他憧憬的女性軍官瑪琪露達等等都留下了不可磨滅的影響。但是最具有決定性的，應當是他在Side6所遇見的少女拉拉。阿姆羅與身為新人類的拉拉由於相遇而使得新人類的能力得以成長，在戰場上與拉拉的交戰過程中，使他初次體驗到新人類的互相理解。拉拉最後並介入惱怒的夏亞與阿姆羅之間，為夏亞擋下了阿姆羅的攻擊而死。這件事情成為阿姆羅人生最大的遺憾，並且讓他長期感到痛苦。
阿姆羅在劇中這種類似御宅族的個性描寫，與《GUNDAM》之前的機器人動畫當中幾乎清一色明朗堅強的主角個性大相逕庭，就連身為配音員的古谷徹也曾回憶提到：當時為了演出這樣的角色而吃了很多苦。在當時的青少年世代當中，認為阿姆羅忠實的反映了他們的心境，而成為GUNDAM愛好者的不在少數。

### 格里普斯战役（機動戰士Z GUNDAM）
阿姆羅在一年戰爭後被視為英雄，有許多記者曾經問他「到底什麼是新人類」？他的發言對大眾來說也許過於抽象，因此並沒有得到廣泛的認知。雖然被升為上尉，在北美的夏恩基地服勤，但事實上是被軟禁的狀態（當時地球聯邦政府將新人類視為危險人物），阿姆羅也因為擊落拉拉的遺憾而過著憂鬱自閉的生活。
到了U.C.0087年，由於前白色基地乘組員小林隼人的養子卡茲的激勵，阿姆羅與卡茲一同逃離聯邦軍的監視，並加入A.E.U.G.的支援組織卡拉巴，並在此時與七年不見的夏亞（當時化名克瓦特羅·巴茲拿）重逢，單憑新人類互相感應已知克瓦特羅真實身分。在碰見令他想起以前自己的卡密兒·維丹以及貝托蒂嘉·伊爾瑪並且受到他們的刺激之後，讓阿姆羅決心再度搭乘MS戰鬥，雖然自稱駕駛技術大不如前（聲稱自己以前可以在1分內擊毀6台MS，現在卻花了2分鐘才勉強打贏六個新兵），但是表現仍是強於早期的卡密兒·維丹，第一場復出戰中以自己駕駛的運輸機墜毀為代價成功與夏亞及卡密兒兩人合力擊退亞席瑪，之後駕駛著力克·迪亞斯（Rick Dias）與迪謝（DiJeh，新劇場版未出場）等機體參加了A.E.U.G.的吉力馬札羅基地攻略作戰以及達卡作戰。但是在克瓦特羅建議他上宇宙時，卻因為錯手殺死拉拉的陰影，而拒絕了這項提議，也因此沒有參加最終的格里普斯攻防戰。

### 第二次新吉翁抗爭（機動戰士GUNDAM 逆襲的夏亞）
U.C.0093年，阿姆羅以聯邦軍外圍部隊隆德·貝爾艦隊的MS部隊指揮官身份，駕駛Re-Gz（靈格斯）與νGUNDAM與布拉度一同對抗夏亞所領導的新吉翁，當時的階級是跟七年前一樣仍是上尉。
在U.C.0093年3月12日全力阻止夏亞投下阿克西斯的攻防戰中，擊敗夏亞的MSMSN-04 沙撒比，並且一起帶著沙薩比的逃生艙，最終以νGUNDAM將阿克西斯推離地球軌道。在當時地球軌道上突然觀測到規模包圍整個地球的虹光，阿克西斯隨著虹光的遠離地球，夏亞與阿姆羅則失蹤。戰後三個月聯邦軍官方記錄上記載阿姆羅戰死，並破格將阿姆羅連升三級成為上校，此後都沒有阿姆羅的消息，但仍然有不少人相信這位傳說中的英雄仍然活著。

### 拉普拉斯之亂（機動戰士GUNDAM UC）
在巴納吉與伏朗托死鬥的最後，以意念的形體與死去的夏亞及拉拉一同出現，阻止弗爾·伏朗托。

### 機魂恩底彌翁單元（機動戰士Gundam GQuuuuuuX）
化身為Gquuuuuux的機魂恩底彌翁單元並說出 : [ 他已經不想再看到拉拉被鋼彈殺死的場景。]

## 映像作品與小說版的相異點
在《機動戰士GUNDAM》的小說版當中，阿姆羅在最後因為夏亞以和解的名義而鬆懈，最終被新人類部隊以力奇·大魔發射的強化型流彈偷襲而死。但是由於作者富野由悠季本人曾說並無意以此小說否定《機動戰士Z GUNDAM》以後的諸作品，所以應視為富野所構想的另一個不同的故事。
在《機動戰士GUNDAM ZZ》小說版當中，阿姆羅也曾經搭乘疾风·戴亚斯（Schuzrum Dias）（亦有版本寫為Sturm Dias，Sturm於德文中原意為的「風暴」，一般在軍武方面多譯為「突擊」）為傑特·亞希達斷後，幫助傑特上宇宙。但在電視版《GUNDAM ZZ》當中，疾风·戴亚斯是被AE社轉贈於新吉翁的機體。
在小說《機動戰士GUNDAM 逆襲的夏亞 貝托蒂嘉的子嗣》中，阿姆羅駕駛的最終機體是Hi-ν GUNDAM，亦即是平行世界中的νGUNDAM（而非其衍生型）。

## 主要座機
- RX-78-2 GUNDAM
- RX-78-3 G-3 GUNDAM（小說版）
- RMS-099 Rick Dias／力克·迪亞斯
- MSK-008 Dijeh／迪謝（《機動戰士Z GUNDAM》新劇場版未登場）
- RX-178 GUNDAM Mk-II 阿寶專用機（電玩《機甲英雄譚2》）
- MSZ-006 Z GUNDAM 阿寶專用機（JAF-CON 2000，未登場）
- MSZ-000 Zero Shiki／零式（機動戰士Ζ GNUDAM Define）
- RMS-099B Schuzrum Dias／疾风·迪亚斯（小說版《機動戰士GUNDAM ZZ》）
- MSZ-006A1 Z-plus A1（《GUNDAM前哨戰》設定，未實際登場）
- MSZ-006-3 Z GUNDAM3号机“白色独角兽”（环幕电影《Green Drivers》及GUNDAM EVOLVE 9）
- 運輸機
- ORX-013 GUNDAM Mk-V 阿寶專用機（未登場）
- MSK-008R Rick Dijeh／力克·迪傑（漫画《機動戰士MOON GUNDAM》）
- MSK-008R Modified Rick-Dijeh／力克·迪傑改（漫画《機動戰士MOON GUNDAM》）
- RGM-88X Jeddah／傑達 （小說）
- RGZ-91 Re-Gz／靈格斯
- RGZ-91B Re-Gz Custom／靈格斯特裝型（阿姆羅·雷專用機，但未有搭乘）
- RX-93 νGUNDAM
- RX-93-ν-2 Hi-νGUNDAM（仅在小说版及部分相关游戏中出现）
- MSZ-009M MEGA Zeta（漫画，非UC正傳）
- KRX-001 Full Burst Psycho Gundam／全激發·重鋼彈（《GUNDAM TRY AGE BUILD MS》，非UC正傳)
- CB-9696G/C/T Reversible Gundam／逆生鋼彈（在《高達創戰者：Battlogue》中阿姆羅·雷的AI登場，非UC正傳）